# غلبيرتو مارتينيز
غلبيرتو مارتينيز (بالإسبانية: Gilberto Martínez Vidal)‏ (مواليد 1 أكتوبر 1979) هو لاعب كرة قدم. يلعب مع منتخب كوستاريكا لكرة القدم. سبق له أن لعب في كأس العالم لكرة القدم مع منتخب بلاده.

## روابط خارجية
- غلبيرتو مارتينيز على موقع الاتحاد الدولي (مؤرشف)  (الإنجليزية)
- غلبيرتو مارتينيز على موقع قاعدة بيانات كرة القدم.إي يو (الإنجليزية)
- غلبيرتو مارتينيز على موقع ناشيونال فوتبول تيمز (الإنجليزية)
- غلبيرتو مارتينيز على موقع Soccerway.com (الإنجليزية)
- غلبيرتو مارتينيز على موقع عالم كرة القدم.نت (الإنجليزية)